# 拉脱维亚历史

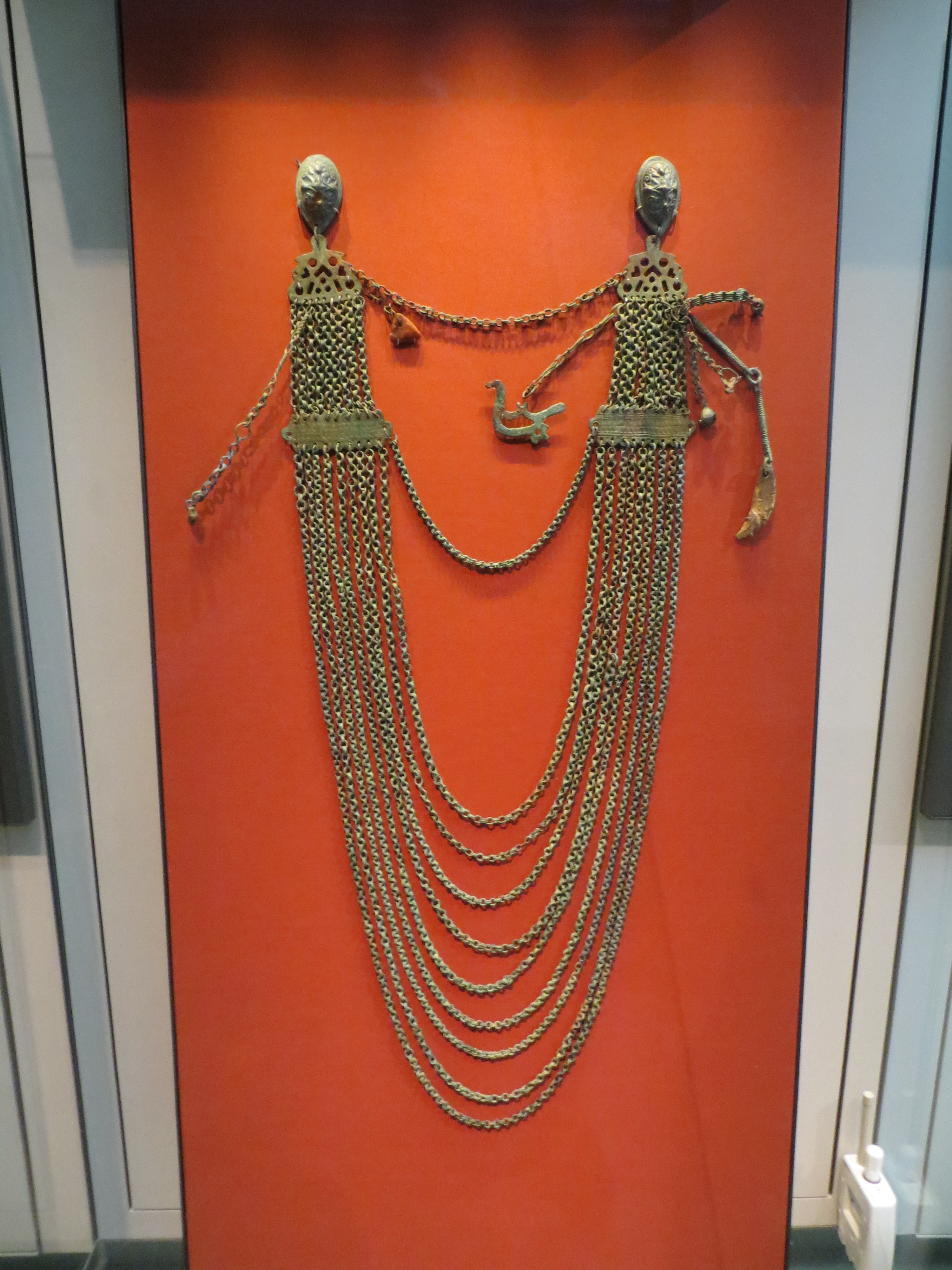
來自拉脫維亞艾茲克勞克萊村的波羅的海青銅項鍊，可追溯到公元12世紀，現藏於大英博物館。

拉脱维亚历史大约公元前9千年开始，此时正是北欧末次冰川期结束。古代波罗的人在公元前2000年左右来到这里。

## 早期

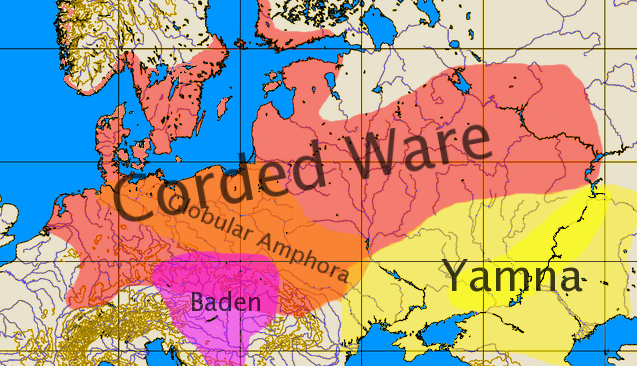
绳纹器文化區包括拉脫維亞

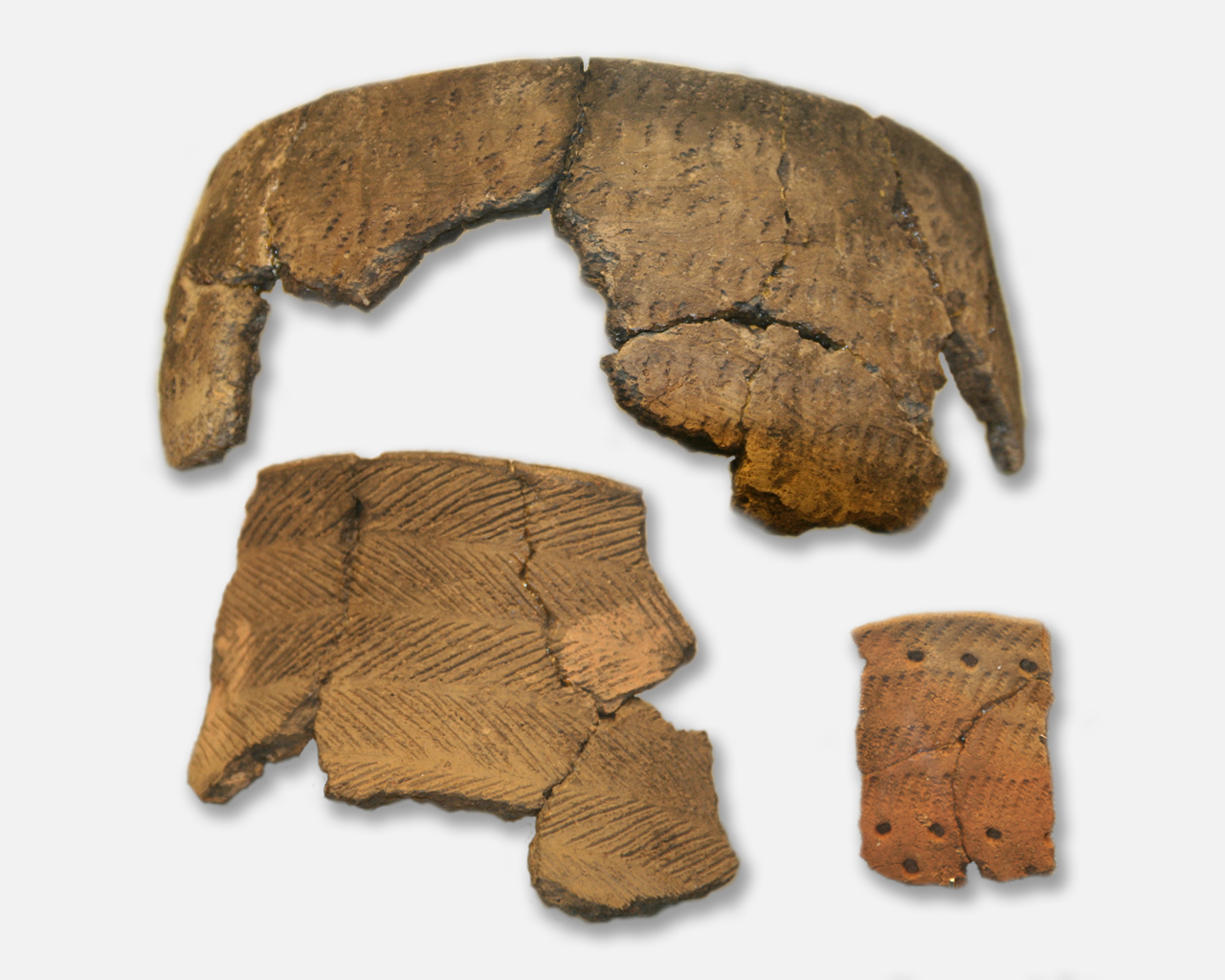
來自愛沙尼亞的梳狀陶器示例，公元前4000-2000年

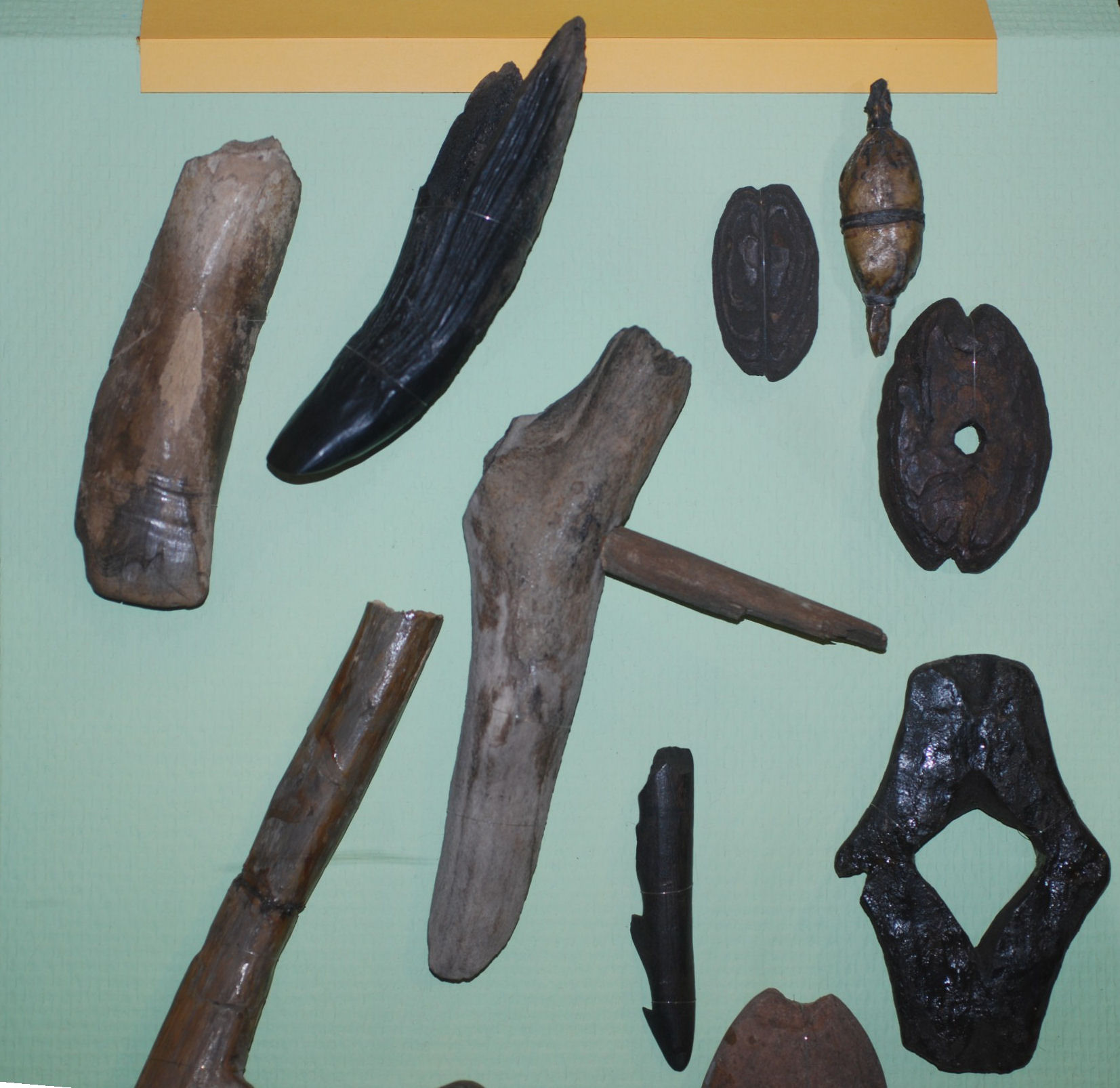
新石器時代骨器

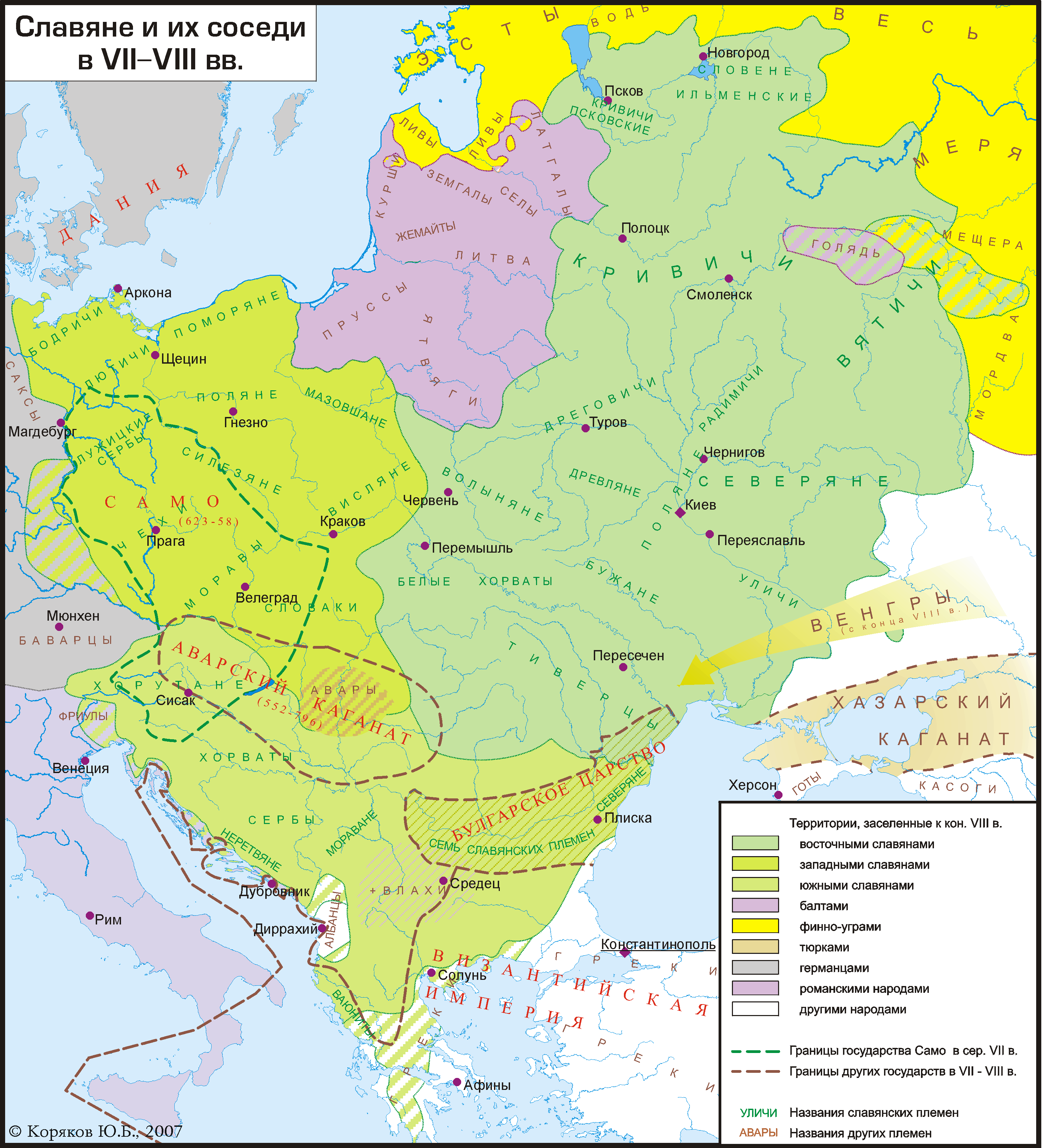
7-8世紀的波羅的海部落（紫色）

拉脱维亚的冰河时期在14000年至12000年前结束。在12000年至11000年前的旧石器时代，第一批人类开始在此定居。
在公元前三千年，拉脱维亚人的祖先波罗的海人居住在波罗的海的东海岸。

### 鐵器時代（前500-1200）
10世纪，多个不同部落的波罗地部落开始形成早期的王国。Latgalians是最大的部落，他们已经形成最为先进的社会文化。

## 中期

### 日耳曼统治（1185-1561）
拉脱维亚大部分地區古稱利沃尼亞，從13世紀開始由日耳曼人的利沃尼亞劍之兄弟會所影響，並轉信基督教。
里加（現首都）于1285年加入汉萨同盟，与歐洲其他部分保持密切的聯係。

### 波兰立陶宛联邦统治（1561-1621）

#### 利沃尼亞公國（1561-1621）
在1561年的利沃尼亚战争期间，利沃尼亚联盟成为立陶宛大公国的附庸。
1569年，立陶宛大公国和波兰王国组成波兰立陶宛联邦，利沃尼亚由波兰立陶宛联邦直接管理。

#### 波兰-瑞典战争（1600-1629）
在1600至1629年之間波蘭-瑞典戰爭中，里加和大部分利沃尼亚大公国于1629年由瑞典统治。

### 瑞典统治（1629-1721）
1700年，瑞典和俄罗斯之间的大北方戰爭开始大范围爆发。彼得大帝期望得到安全并且扩大通往波罗的海的据点。
1710年，俄罗斯攻占里加。爱沙尼亚和拉脱维亚投降。

## 晚期

### 俄羅斯帝國統治（1721-1918）
18世紀時，俄罗斯從瑞典和波蘭獲取現拉脫維亞的所有領土。
第一次世界大戰爆發后，1916年—1918年德國攻入俄國腹地，並佔領拉脱維亞。1917年—1918年，拉脱维亚出现苏维埃政权“拉脱维亚工人、士兵和无地者苏维埃执行委员会”。
1918年11月德國投降，拉脱維亞獨立。

## 近代（1916-1990）

### 独立（1918）
第一次世界大戰結束後，拉脫維亞于1918年11月18日獲得獨立。

### 蘇聯佔領（1940）
在第二次世界大戰期間，蘇聯再次兼併拉脫維亞，並將其納爲一個加盟共和國。
1940年6月16日，蘇聯威脅入侵。6月17日，蘇聯占領該國。7月21日，拉脫維亞蘇維埃社會主義共和國成立。8月5日，加入蘇聯。

### 納粹德國佔領（1941-1944）
蘇德戰爭期間被納粹德國佔領。
1941年7月1日，占領里加。

### 蘇聯佔領（1944-1990）
蘇聯于1980年代時開始進行政治改革，這也促進拉脫維亞獨立運動的發展。

## 現代（1991至今）

### 重获独立（1991）
1991年8月21日，拉脫維亞再次宣佈獨立。
1991年9月6日，拉脫維亞獨立再次得到蘇聯的承認。
自獨立以來，拉脫維亞積極培養和西方各國的關係，並已于2004年4月2日加入歐盟和5月1日加入北約。
2006年10月7日，议会选举举行。人民党获得100个席位中的23席，绿党和农民联盟获得18席，新时代党得到18席，和谐中间党占据17个席位，拉脱维亚第一党和拉脱维亚道路竞选联盟、祖国与自由联盟、为了统一的拉脱维亚人权党分别获得10个、8个和6个席位。人民党、绿党和农民联盟、拉脱维亚第一党和拉脱维亚道路竞选联盟以及祖国与自由联盟组建联合政府，艾加尔斯·卡尔维蒂斯继续担任总理。
2007年5月31日，议会举行总统选举，瓦尔季斯·扎特莱尔斯当选。